# New York State Canal System

Śluza nr 30 na kanale Erie

New York State Canal System (w latach 1918-92 znany jako New York State Barge Canal lub w skrócie Barge Canal) – system kanałów w stanie Nowy Jork w Stana Zjednoczonych. Łączy rzekę Hudson z jeziorem Erie, a także przez odgałęzienia z jeziorami Ontario, Champlain, Cayuga i Seneca. Łączna długość kanałów wynosi 843 km.
System składa się z kanału Erie, Champlain, Oswego oraz Cayuga-Seneca. Jest przystosowany dla barek o długości do 91 m, szerokości 13 m i zanurzeniu 3,7 m.
Od lat 80. kanał zaczął tracić na znaczeniu gospodarczym, ze względu na przejęcie ruchu towarowego przez kolej i transport drogowy. Obecnie rośnie jego znaczenie jako obiektu rekreacyjnego.
W 2014 roku kanał został wpisany na listę National Register of Historic Places (pod nazwą „New York State Barge Canal”). Jest również wpisany na listę National Historic Landmark.